# Wieloguzkowce
Wieloguzkowce (†Multituberculata) – rząd kopalnych ssaków roślinożernych, zaliczanych przez niektórych badaczy do Mammaliaformes. Pojawiły się w Europie i Ameryce Północnej. Żyły od jury do oligocenu. Kość udowa odkryta w osadach kredowej (mastrycht) formacji Maevarano na Madagaskarze dowodzi występowania przedstawicieli grupy również na półkuli południowej. Wymarły ok. 35 mln lat temu. Były niewielkich rozmiarów, wyglądem przypominały gryzonie. Posiadały charakterystyczne uzębienie – silnie rozwinięte zęby przednie były podobne do siekaczy gryzoni, natomiast zęby policzkowe miały liczne guzki ustawione w 2 lub 3 szeregi. Wyróżniały się również budową szkieletu. Były stopochodne, prawdopodobnie jajorodne. Posiadały małą miednicę, której budowa wskazuje na to, że rodzący się płód (lub składane jajo) musiał być bardzo mały, podobnych rozmiarów jak rodzący się torbacz. Przyczyną ich wymarcia było pojawienie się roślinożernych łożyskowców (gryzoni, kopytnych).

## Systematyka
- Cimolodonta
- Plagiaulacida